# パパサウルス
パパサウルスは、NHK総合テレビジョンで2006年から2010年3月20日まで放送された情報番組である。
2006年に『NHK番組たまご』企画で放送され、2007年度からレギュラー放送が開始された。

## 概要
子育てに取り組む父親をターゲットに、子供との付き合い方、著名人の子育て論を紹介する。視聴者からの意見も交えて放送する。
2010年3月20日にて終了した。

## 放送日時
いずれも定番化後。原則毎週放送。
2007年度
- 本放送　月曜22:50 - 23:00
- 再放送　日曜10:50 - 11:00

2008年度
- 本放送　土曜9:50 - 10:00（NHKワールド・プレミアムでも同時放送）
  - 東海・北陸地方　月曜0:10 - 0:20（日曜深夜）

- 再放送（全国）　木曜15:45 - 15:55（国会中継・大相撲期間中は休止）

2009年度
- 東海・北陸地方　金曜22:45 - 22:55
- それ以外　土曜9:50 - 10:00（NHKワールド・プレミアムでも同時放送。ノンスクランブルで視聴可能）

## ナレーション
- 皆川猿時
- 海老原由佳